# Skryptozakładka
Skryptozakładka (ang. bookmarklet, favlet, favelet) – niewielki skrypt napisany w języku JavaScript przechowywany jako adres URL zakładki w przeglądarce internetowej lub jako adres odsyłacza na stronie internetowej. Skrypt ten uruchamiany jest w momencie kliknięcia takiej specjalnej zakładki.
Skryptozakładki rozszerzają standardowe możliwości przeglądarki, podobnie jak rozszerzenia, ale w przeciwieństwie do nich nie korzystają z podwyższonych przywilejów uruchamiania kodu JavaScript — kontekstem wykonania skryptozakładki jest oglądana właśnie strona WWW, dzięki czemu używanie bookmarkletów jest bezpieczniejsze niż korzystanie z rozszerzeń.
Za pomocą skryptozakładek można na przykład:
- Modyfikować sposób wyświetlania strony przez przeglądarkę (zmiana rozmiaru czcionki, koloru tła itp.)
- Wydobywać dane ze strony (np. odsyłacze, obrazki, tekst)
- Uruchamiać wyszukiwarkę, pobierając zapytanie od użytkownika lub bezpośrednio ze strony
- Zgłaszać stronę do serwisu walidującego
- Ściągać różne filmy ze stron np. Youtube.com lub wrzuta.pl

## Przykład
Poniższy przykład jest skryptozakładką, która wyszukuje zaznaczony tekst na Wikipedii. Jeśli żaden tekst nie jest zaznaczony wyświetla okno modalne, w które można wpisać szukany tekst.
```
javascript
:
(
function
()
 
{

    
function
 
se
(
d
)
 
{

        
return
 
d
.
selection
 
?
 
d
.
selection
.
createRange
().
text
 
:
 
d
.
getSelection
()

    
}

    
s
 
=
 
se
(
document
);

    
for
 
(
i
=
0
;
 
i
<
frames
.
length
 
&&
 
!
s
;
 
i
++
)
 
{

        
s
 
=
 
se
(
frames
[
i
].
document
);

    
}

    
if
 
(
!
s
 
||
 
s
==
''
)
 
{

        
s
 
=
 
prompt
(
'Enter%20search%20terms%20for%20Wikipedia'
,
''
);

    
}

    
open
(
'http://en.wikipedia.org'
 
+
 
(
s
 
?
 
'/w/index.php?title=Special:Search&search='
 
+
 
encodeURIComponent
(
s
)
 
:
 
''
)).
focus
();

})();

```